# Župnija Svetina
Župnija Svetina je rimskokatoliška župnija dekanije Celje - Nova Cerkev, v okviru škofije Celje.

## Zgodovina
Župnija je bila ustanovljena 1. novembra 1997. 
Do 7. aprila 2006, ko je bila ustanovljena škofija Celje, je bila župnija del celjskega naddekanata nadškofije Maribor.
Do reorganizacije nadekanatov in dekanij Škofije Celje dne 1. septembra 2021, je bila župnija sestavni del Dekanije Celje.